# 支气管镜检查
支气管镜检查是一种可视化呼吸道內視鏡檢技术。醫生通过患者的鼻子或嘴巴将支气管镜插入支氣管，此後医生检查患者的支氣管是否存在异常，例如支氣管是否有异物、肿瘤、炎症或者支氣管是否出血。德国喉科医生Gustav Killian于1897年首次對病人展開支气管镜检查。